# Cathédrale Saint-Jérôme de Digne
Pour l’article homonyme, voir Cathédrale de Saint-Jérôme.
La cathédrale Saint-Jérôme de Digne est l'une des deux cathédrales que compte la ville de Digne-les-Bains dans le département français des Alpes-de-Haute-Provence en région Provence-Alpes-Côte d'Azur.
Située au cœur de la cité, sur la colline du Rochas, elle s'est substituée à partir du XVIe siècle au siège épiscopal originel sis à Notre-Dame-du-Bourg.

## Historique
Antoine de Guiramand, évêque de Digne, à compter de 1479, fut à l'origine de la construction de la cathédrale Saint-Jérôme. L'édifice, érigé de 1490 à 1500, est l'œuvre d'Antoine Brollion, maître-maçon à Barcelonnette. Originellement, il comptait une nef centrale de quatre travées accostée de collatéraux sur lesquels vinrent se greffer des chapelles au cours du XVIIe siècle.
De 1846 à 1862, l'architecte diocésain Antoine-Nicolas Bailly lui adjoint une travée supplémentaire et dota la cathédrale d'une façade inspirée du gothique du XIIIe siècle.
En 1853, le ferronnier d'art Pierre Boulanger réalise toutes les ferronneries et pentures des portes de la façade,.
L'édifice, classé au titre des monuments historiques par arrêté du 30 octobre 1906, a été érigé en co-cathédrale le 31 juillet 1962.
Saint-Jérôme conserve un orgue de tribune construit par Cavaillé-Coll en 1865. Placé au revers de la façade dans un buffet néogothique, il est classé pour sa partie instrumentale depuis le 20 octobre 1976. Il compte 21 jeux répartis sur deux claviers et un pédalier.
L'orgue de chœur est inscrit sur l'inventaire supplémentaire au titre des objets mobiliers.
La cloche est de 1618.

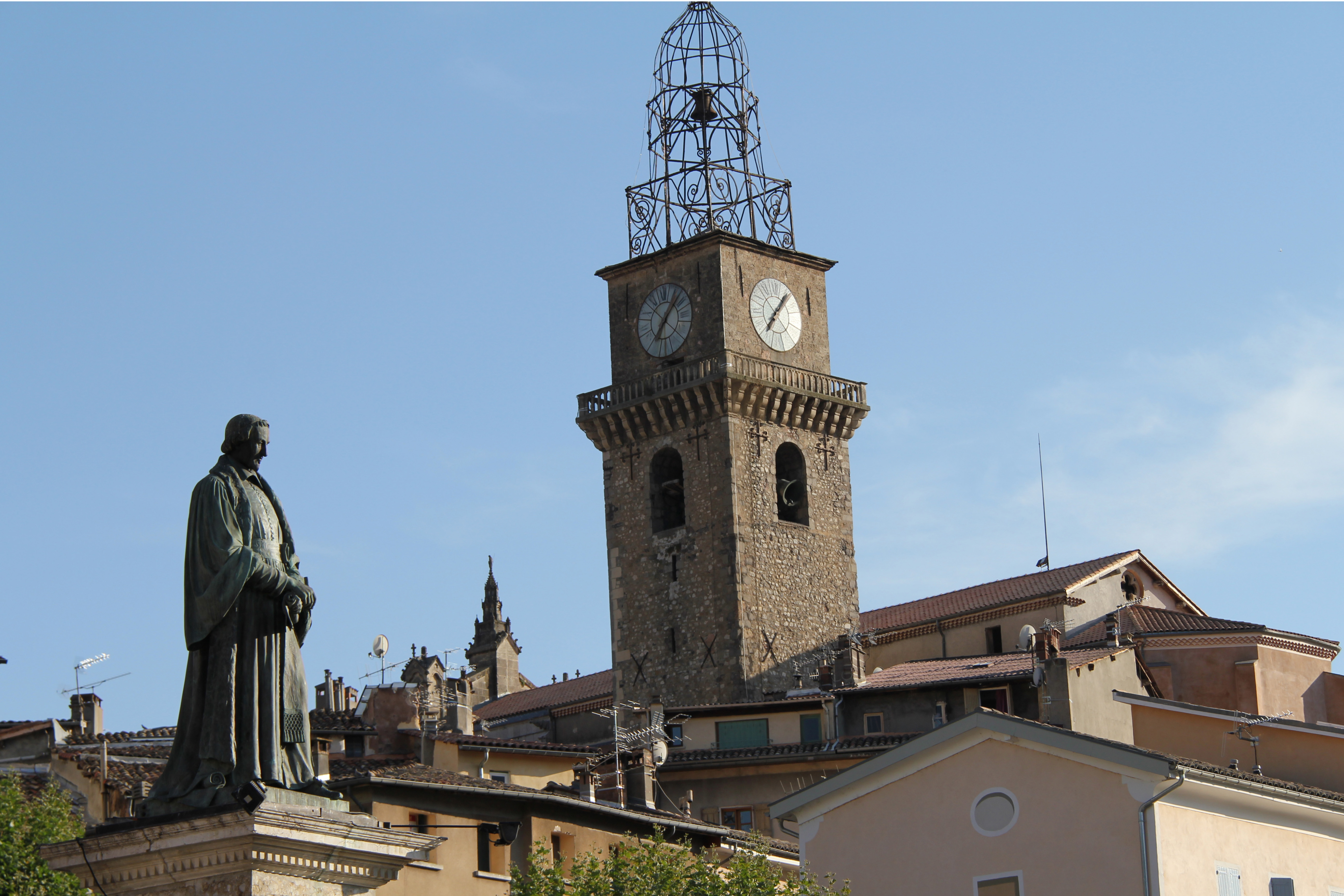
Statue de Pierre Gassendi, campanile et Clocheton.
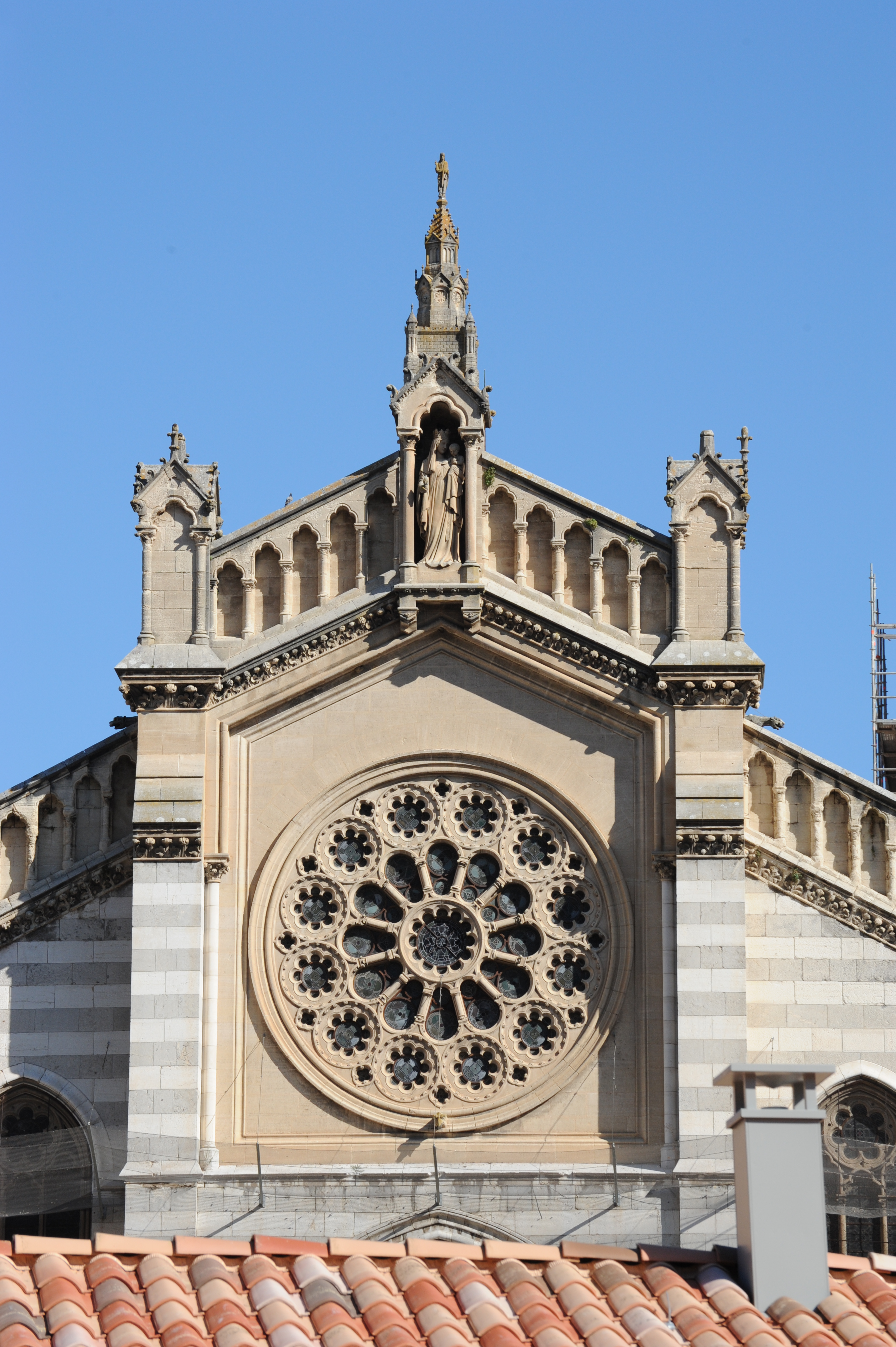
Rosace de la façade.
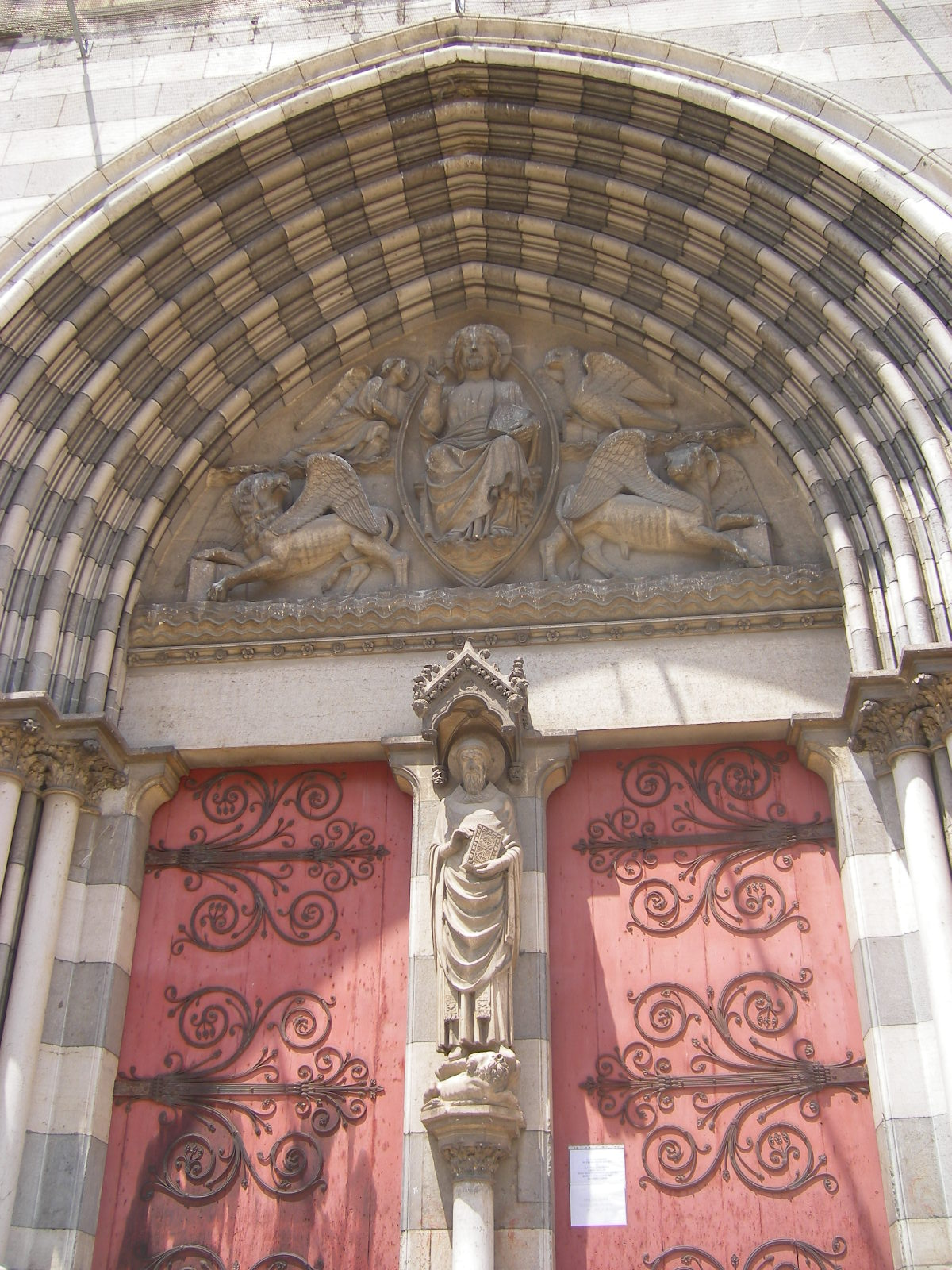
Portail et pentures.
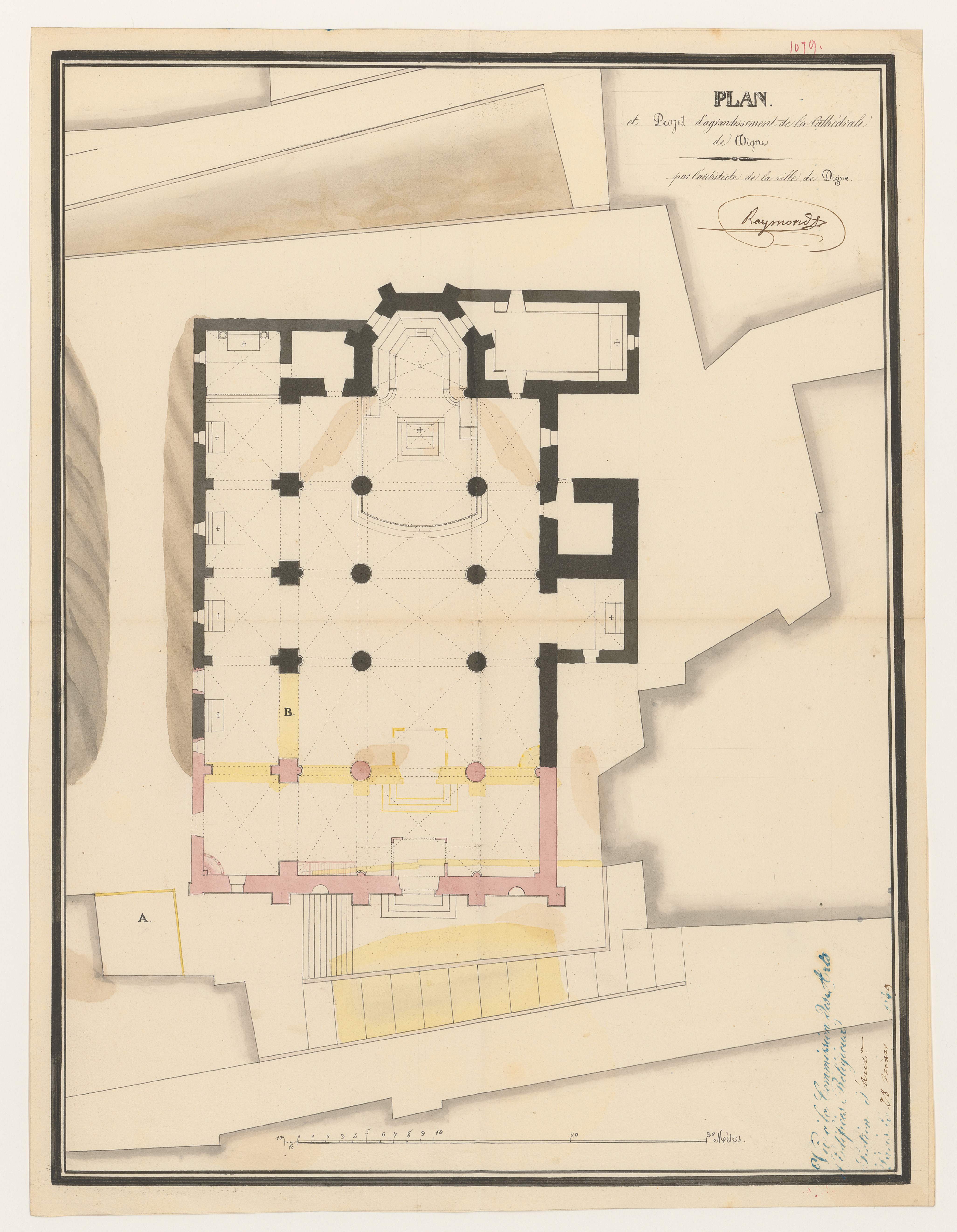
Projet d'agrandissement, par A. Raymond (1849).
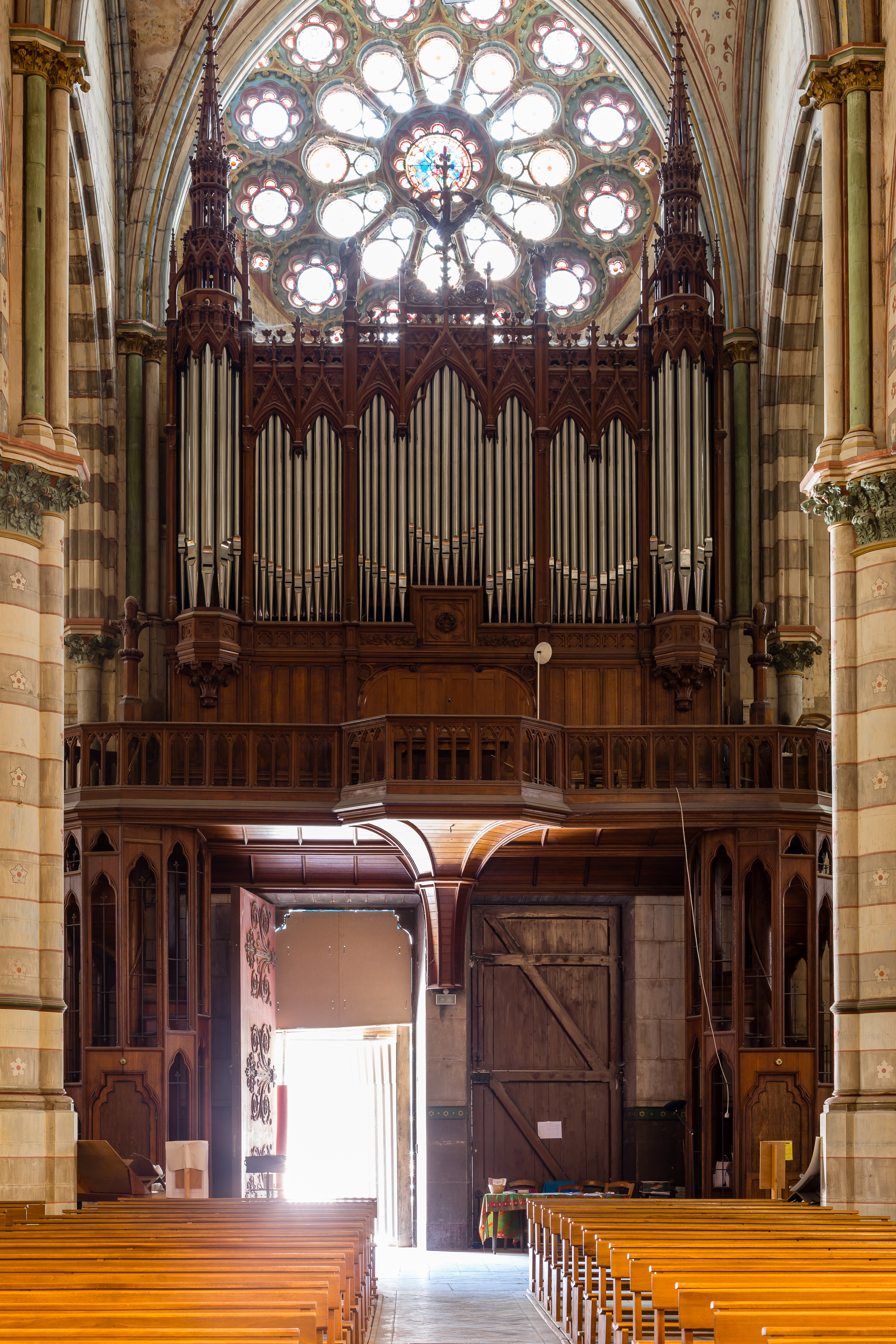
Orgue de tribune.
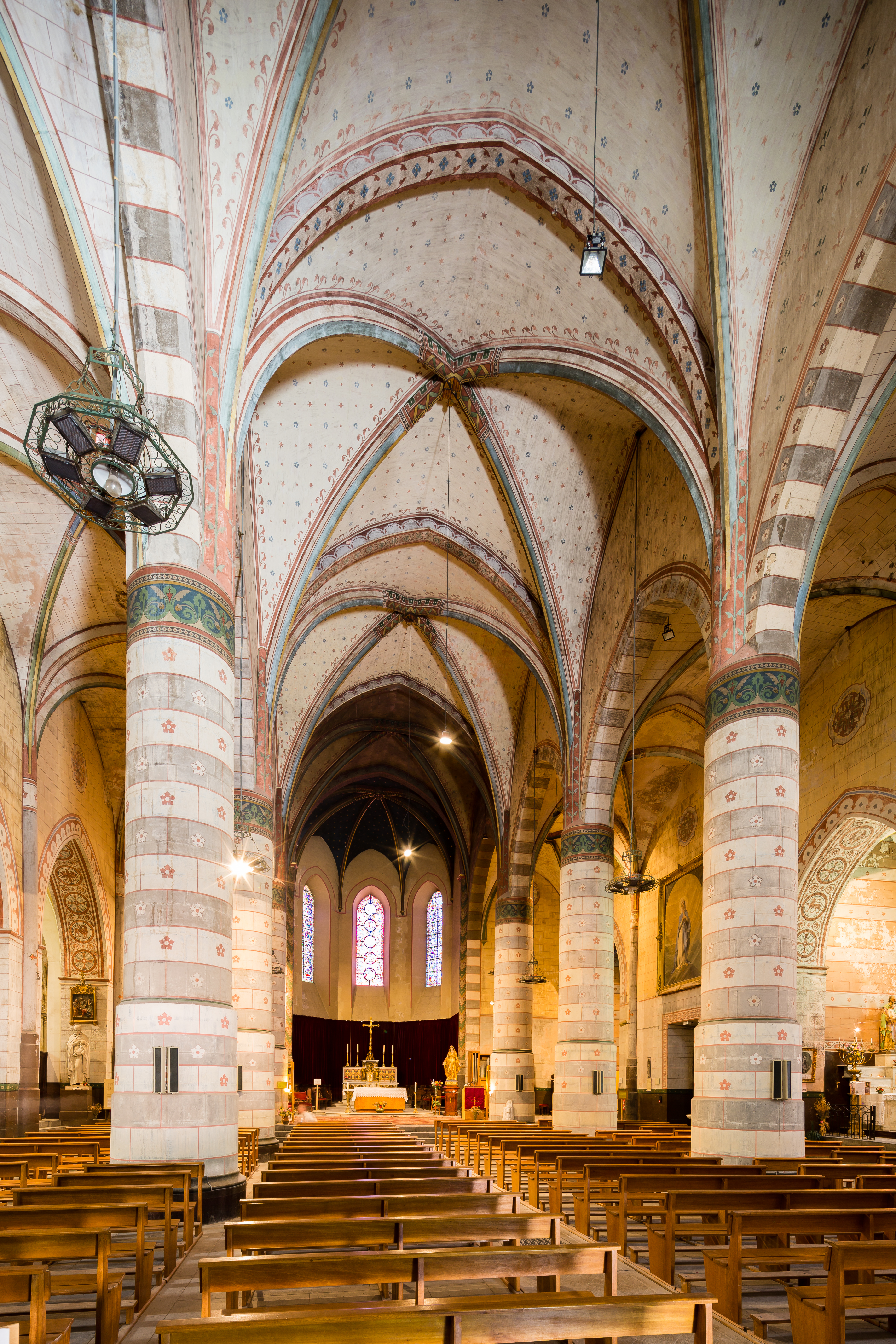
Nef.